# Лофтус, Эшлинг
Эшлинг Лофтус (англ. Aisling Loftus; род. 1 сентября 1990) — британская актриса, наиболее известная своей ролью Сони Ростовой в исторической драме BBC «Война и мир».

## Личная и ранняя жизнь
Родилась в Ноттингеме, в графстве Ноттингемшир. Является дочерью ирландских родителей, Падди и Элейн, а также имеет старшую сестру, Айофф. В настоящее время состоит в отношениях с актёром сериала «Игра Престолов» Джейкобом Андерсоном. Начала свою актёрскую карьеру в возрасте 9 лет в Carlton Workshops, а позже, сдав экзамены, перешла в The Becket School в Ноттингеме. Играла второстепенные роли в различных фильмах и телесериалах, в частности в «Это Англия».

## Актёрская карьера
Свой дебют на телевидении Лофтус сделала в 2000 году, когда она появилась в эпизоде драматического сериала «Пик Практис». Впоследствии Лофтус снялась в различных телесериалах, включая «Несчастный случай», «Врачи», «Чисто английское убийство» и комедийная драма ITV Самый толстый человек в Британии с Тимоти Споллом и Бобби Боллом в главных ролях.
В 2008 году Лофтус была названа «звездой завтрашнего дня» журналом Screen International'. Снялась вместе с Дэниэлем Эллиотом в короткометражке «Джейд», за которую получила Серебряного медведя на Берлинском кинофестивале 2009 года.
В 2010 году Лофтус исполнила роль жертвы убийцы Гемму Адамс в драме канала BBC «Пять дочерей». В июле она сыграла главную женскую роль в другой драме BBC «Погружение», снятой обладателями премии BAFTA Домиником Саваджем и Симоном Стивенсом. Также в сериале снялись: актёр из «Молокососов» Джек О’Коннелл, Эдди Марсан, Джина Макки, Джозеф Моул, Юэн Бремнер. Сериал был положительно встречен критиками. В частности Критик Юен Фюргесон из The Observer высказал предположение, что «Лофтус станет феноменом».
Лофтус сыграла Леони Фаулер в постановке «Шпора истины», поставленном Аней Рейс в театре «Ройал-Корт» в 2010 году. За эту роль актриса также получила лестные отзывы критиков, включая Доминика Кэвендиша из The Daily Telegraph, назвавшего её «невероятной».
В 2011 году Лофтус снялась в роли Ариэтти Клок в телефильме BBC TV «Добывайки». После этого в 2012 году она снялась в двух телесериалах BBC: в роли Джейд в телесериале «Враги государства» и Кассандры в телесериале «Хороший Коп». В 2013 году сыграла роль Агнес Таулер в телесериале «Мистер Селфридж». В 2016 году снялась в роли Сони Ростовой в исторической драме BBC «Война и мир».

## Фильмография
Полную фильмографию см. в английском разделе.